# Шольце
Шольце (итал. Sciolze) — коммуна в Италии, располагается в регионе Пьемонт, в провинции Турин.
Население составляет 1466 человек (2013 г.), плотность населения составляет 133 чел./км². Занимает площадь 11 км². Почтовый индекс — 10090. Телефонный код — 011.
Покровителем населённого пункта считается святой Рох.

## Демография
Динамика населения:

## Администрация коммуны
- Официальный сайт: http://www.comune.sciolze.to.it/